# Маурици Мохнацки
Маурици Мохнацки (рођен 13. септембра 1803. у Бојањецу, преминуо 20. децембра 1834. у Осеру) - пољски политички активиста и публициста, филозоф, један од теоретичара пољског романтизма, пијаниста. Био је учесник и хроничар Новембарског устанка - написао је Устанак пољског народа 1830. и 1831. године.

## Кратка биографија
Студирао је на Правном факултету Универзитета у Варшави. Десетак дана пре полагања завршног испита, у сопственом стану напао га је полицајац. У покушају да одбије напад је повређен, ухапшен и одведен у затвор, а по налогу кнеза осуђен на 40 дана рада у врту Белведере са највећим злочинцима. Такође по налогу кнеза Константина избачен је са универзитета и забрањено му је запошљавање на јавним функцијама. Године 1823–1824. Руси су га ухапсили због делатности у оквиру Удружењу слободних Пољака. У притвору у кармелићанском самостану, под притиском руских истражних власти, приредио је меморијал који је вређао темеље пољског образовања у Краљевини Пољској, осудио слободарске списе и подстакао царске власти на репресивно- административне мере  . У годинама 1825–1829 био је коуредник научног месечника Варшавског дневног листа (пол. Dziennik Warszawski). Под претњом да ће бити поново хапшен, наређено му је да се запосли као цензор, али је све радио толико супротно намерама владе да је одмах бивао писмено укорен, а затим и избачен са функције као онај коме се не може веровати. У годинама 1826–1830 радио је у редакцији листа Изида Пољска (пол. Izyda Polska) , у почетку као преводилац, а затим као сарадник главног издавача. Заједно са Ксаверијем Броњиковским основао је најпре Пољске новине (пол. Gazeta Polska), чији је уредник био од децембра 1827. до децембра 1829. године, а затим и Пољски курир (пол. Kurier Polski), за који је писао скоро свакодневне чланке све до избијања Новембарског устанка. Заједно са братом Камилом, учеником Кадетске школе, учествовао је у свим војниим омладинским заверама организованим против Николаја I. Почетком 1831. основао је нови дневни лист Нова Пољска (пол. Nowa Polska)  који је врло кратко излазио.
Током устанка био је један од вођа радикалног табора, противник активности Управног савета и диктатуре Јозефа Хлопицког. 
Био је суоснивач Патриотског друштва, а после пада диктатуре и његов потпредседник. 
После гушења устанка је емигрирао. Био је присталица ултрадемократских погледа. Био је најзначајнији критичар и теоретичар раног пољског романтизма, вођа омладине у Варшави и учесник Новембарског устанка. Стварање пољске књижевности сматрао је условом за постојање нације. Маурици Моцхнацки је Русију третирао као главног непријатеља Пољске. Сматрао је да Пољаци, без обзира на њихов статус, треба да делују против ње.
Био је главни публициста у Дневнику пољске емиграције (пол. Dziennik Polskiej Emigracji). Његова књижевна расправа објављена је у овим новинама: О духу и изворима поезије у Пољској (пол. O duchu i źródłach poezji w Polszcze). Године 1830. објавио је О пољској књижевности у деветнаестом веку  (пол. O literaturze polskiej w wieku dziewiętnastym), а у егзилу Устанак пољског народа (пол. Powstanie narodu polskiego).
Године 1834. руске власти су га осудиле на смрт вешањем због учешћа у Новембарском устанку .

Мохнацки је преминуо 20. децембра 1834. године у Осеру, где је и сахрањен. 27. новембра 2021. његова поновна сахрана одржана је на војном гробљу Повонзки у Варшави.